# Midea (geslacht)
Midea is een geslacht van vlinders van de familie spinneruilen (Erebidae), uit de onderfamilie Catocalinae.

## Soorten
- M. pruinosa (Snellen, 1872)
- M. rectalis Walker, 1863